# 빌랄 (가수)
빌랄 사이드 올리버(영어: Bilal Sayeed Oliver, 1979년 8월 23일 ~ 현재)는 빌랄(Bilal)이라는 이름으로 활동하고 있는 미국의 가수, 송라이터이자 프로듀서이다. 현재까지 네 개의 정규 음반을 발표했으며, 음원이 유출된 미발매 음반이 하나가 존재한다. 이 다섯 장의 음반은 모두 비평적으로 호평을 받았다. 또한 소울퀘리언즈의 멤버로, 1990년 말부터 200년대 초까지 실험 흑인 음악을 해왔다. 음악적으로도 켄드릭 라마, 코먼, 에리카 바두, 제이Z, 비욘세, 구루, 킴브라, 제이 딜라, 더 루츠 등과 협업하였다.
2020년 8월, 범세계적으로 코로나19 범유행이 일어났을 때는 처음으로 EP 《VOYAGE-19》를 발매하였다.

## 디스코그래피
| 정규 음반 - 1st Born Second (2001) - Love for Sale (미발매; 2006년 유출) - Airtight's Revenge (2010) - A Love Surreal (2013) - In Another Life (2015) EP - VOYAGE-19 (2020) 믹스테이프 - The Return of Mr. Wonderful (2007) - The Retrospection (2012) | 싱글 - "Love It"; No. 61 R&B - "Soul Sista"; No. 71 US, No. 18 R&B - "Fast Lane; No. 41 R&B - "Something To Hold On To" - "Restart" - "Little One" - "Levels" - "Back To Love" - "West Side Girl" |

## 수상
| 연도 | 시상식        | 부문            | 후보                | 결과 |
| ---- | ------------- | --------------- | ------------------- | ---- |
| 2010 | 그래미 어워드 | 어반/얼터너티브 | "All Matter"        | 후보 |
| 2011 | 그래미 어워드 | 어반/얼터너티브 | "Little One"        | 후보 |
| 2016 | 그래미 어워드 | 올해의 음반     | To Pimp a Butterfly | 후보 |
| 2016 | 그래미 어워드 | 랩/성           | "These Walls"       | 수상 |